# Nerthus
Nerthus (sandsynligvis oldgermansk *Nerþuz, beslægtet med Njord) var en urnordisk eller oldgermansk jord- og frugtbarhedsgudinde, samt gudinde for fred og velstand.
Navnet "Nerthus" er den latinske form af det proto-germanske navn *Nerþuz.

## Historisk baggrund
Nerthus kendes alene fra den romerske historiker Tacitus' værk Germania, der skriver om nogle nordgermanske stammer baseret på sekundære kilder:
Der er intet bemærkelsesværdigt om nogen af disse stammer ud over deres fælles dyrkelse af Nerthus, det vil sige Moder Jord. De tror, at at hun interesserer sig for menneskenes gøremål og at hun færdes blandt dem. På en ø ude i havet er der en hellig lund, hvor der holder en hellig vogn dækket af et klæde. Kun én præst er det tilladt at røre den. Han kan fornemme gudindens tilstedelværelse, når hun er dér i sin helligdom, og han følger hende med stor ærbødighed, når hun trækkes af sted af køer. De steder, hun vælger at ære med sin tilstedeværelse og tage ophold, fejres det som en festlig højtid: Ingen drager i krig, ingen løfter våben – faktisk lægges alle våben bort. Kun da kendes fred og ro, og de prises indtil gudinden, træt af menneskers selskab, føres af samme præst tilbage til sit tempel. (fra Germania, kap. 40)
Det vides ikke nærmere, hvilken landmasse den omtalte "ø ude i havet" hentyder til, men det tolkes ofte i Danmark som en reference til Fyn. Principielt kunne det også sagtens henvise til Sjælland eller sågar den skandinaviske halvø, en tolkning som har svenske tilhænger. I Tyskland tolkes det, som en af øerne dernede, enden i Vadehavet eller i Østersøen.
Gudindens navn er nært beslægtet med navnet på den nordiske gud Njord, men da Nerthus ikke kendes fra andre kilder og da der er et årtusinde mellem Tacitus og eddaernes beskrivelse af de nordiske guder, kan man ikke vide noget med sikkerhed om forholdet mellem de to. Der gives dog en lang række forskellige teorier.
Det menes at hendes vogn ligger på bunden af Hellesøe på Als. Man mente også dengang at det var Als der var tættest på gudernes land, det er derfor der er så mange gravhøje på Als. Det er de gamle konger fra Fyn, Sjælland og Jylland der er begravet på Als, fordi så havde de ikke så langt til Valhal.[kilde mangler]

## Teorier
Den engelske forsker Hilda Davidson har foreslået, at Nerthus og Njord oprindeligt udgjorde et guddommeligt søskendepar, der sammen havde børnene Frej og Freja (disse to beskyldes selv i Lokasenna for at have et incestuøst forhold). Snorri Sturluson skrev tillige i Ynglingesaga, at broder-søster-ægteskaber var udbredte og accepterede blandt vanerne, men ikke blandt aserne. I en sådan konstellation skulle Nerthus altså være gudinde for agerbrug og landets afgrøde, som modstykke til Njord, der var gud for havet og fangsten på havet.
I vikingetiden var dyrkelsen af søskendeparret Frej og Freja meget udbredt, hvorimod Njord indtager en noget mere tilbagetrædende rolle. Er ovenstående teori korrekt, kan Frej og Freja tænkes at have overtaget deres forældres rolle med tiden. Freja havde også en berømt vogn, ganske som Nerthus ifølge Tacitus' beskrivelse – dog blev denne trukket af katte, ikke af køer.
Andre har ment, at Nerthus og Njord var to aspekter af én og samme gud, der i så fald enten var hermafrodit eller i stand til at skifte køn.

## Alternativ teori
Tacitus angiver ingen kilde til sine oplysninger, og man kender en tilsvarende kult hos Ægypterne hvor Moder Jord, Isis en gang om året vaskes i forbindelse med den årlige oversvømmelse langs Nilen. Det vil sige at Tacitus kan have overført en kult fra Ægypten til Germanien. Fordi Romerne have en forestilling om at germanerne var børn af Herkules og Moder Jord. Så var det logisk at de måtte kende og tilbede den gudinde som var deres mor.

## Hertha
I dansk videnskabs ungdom anvendte man navnet Hertha om en dansk udgave af Nerthus, men denne form var blot en misforståelse af Tacitus’ omtale af Nerthus. Oldforskeren Ole Worm havde i 1643 har tidligst henlagt denne skildring til Lejre på Sjælland og omdøbt Ærtedalen til Herthadalen som den gamle Gudelund; i det 18. århundrede blev her opført et "Herthas Alter". Ligeledes anvendtes udtrykket Herthas ø som en digterisk betegnelse for Sjælland. I 1860'erne fremsatte historikeren Andreas Ludvig Jacob Michelsen den påstand at Herthadal var at finde på Als.

## Hertha ifølge Saxo
18.01.2019: Hertha beskrives i Saxo´s ottende bog, under Braavalla afsnittet. Hertha stammer ganske rigtigt fra Als, hun omtales som skjoldmøen Hetha fra Slesvig, hun var en kvindelig høvding med over et hundrede soldater og som bekendt er Als en del af Nordslesvig. Efter Braavalla slaget, ca. år 650, som danskerne tabte til svenskerne, fordi Odin selv dræbte den mægtige kong Harald Hildetand, da indsatte den svenske kong Ring, i respekt for Harald Hildetand, den magtfulde Hetha som dronning over Sjælland.

### Citater fra Saxo, iGrundtvigsoversættelse
Først nogle Saxo-citater fra hans verseform:, helt korte uddrag:
Nu skjoldmøer trende må skjalden og nævne, som høvdinge-kvinder: Først Hetha hin bolde, så Visna fra Venden, og Viborg derefter. Med Hetha og Visna, mandhaftige kvinder, fra Slesvig forened-
Vovere ikke var Viborg end Hetha, kæmper den kvinde kunne vel styre;
Hetha, hun havde vel hundrede kæmper, djærve og stærke, men disse især-
og således lemlæstede kong Ring riget ved at rive Skaane derfra, og kun over Sjælland med resten indsatte han Hetha til dronning. Således kom Danmark under Sveriges vinger, og hermed ender fortællingen om Braavalla-slaget.
Dog, sjællænderne kunne ikke glemme hvad for en høvding de havde haft under kong Harald, og de forbigangne bedre dage stod immer i en lignelse for deres øjne, så de bluedes ved at danse efter et kvindfolks pibe. De søgte desårsag kong Ole på hånd, og ville befries fra tøffel-spiret-
Så vel denne forekommende hylding, som mindet om hans høje herkomst gjorde, at Ole flux sagde ja, stævnede Hetha til sig og bragte hende, uden sværdslag, blot ved trusler, til at indrømme ham riget, på jylland nær;-
I Saxos sprogform er Hertha ikke direkte guddommelig, set i forhold til Tacitus, men idet hun omtales som den ypperste af skjoldmøerne, da kan hun havde været en af de tre valkyrier.
Ifølge Saxo-forskeren Inge Skovgaard-Petersen i Da Tidernes Herre Var Nær, forstod Grundtvig latinen, i forhold til de øvrige oversættelser, men det er sikkert efterfølgende politiske årsager til at N.F.S. Grundtvig Saxo-oversættelse fra 1924 næsten blev gemt væk, fordi en del af tegningerne deri havde det flere tusind år gamle svastika kors, men det er den mest håndtérbare og læsevenlige Saxo-oversættelse fra latin.

### Hertha hos Saxo, i Fr. Winkel Horn´s oversættelse
Nutildags er den gængse Saxo-oversættelse af Fr. Winkel Horn, og da Palle Laurings kærlighed faldt på den, blev den genoptrykt i 1995.
I den er oversættelsen af Herthas navn: Hed, eller kvinde.

## Hertha ifølgeLejrekrøniken
I den nysproglige oversættelse fra 1993 af Lotte Fang afsluttes krøniken med følgende som her citeres, bemærk navnets stavemåde er Hed, tilsvarende som hos ovenstående:
"Efter at Åsa, der var fulgt efter sin far Olav, var død, blev Harald, der også kaldtes Harald Hildetand, danskernes konge. Harald Hildetand siges at have haft et stort rige, idet alle riger lige til middelhavet betalte skat til ham. Men da han tog til Sverige for at kræve skat, kæmpede kong Ring imod ham på en slette ved navn Bråved (Bråvalla). Her skal skjoldmøer have kæmpet på Haralds side som fanebærere. Af disse havde den ene navnet Hed, den anden navnet Visna (Viborg). I dette slag faldt Harald og med tilladelse fra Ring, Sveriges konge, tog danskerne Hed til dronning. Hun regerede over Danmark og grundlagde ved Slesvig i Jylland en by, som fik navnet Hedeby efter hende."